# Renato Egídio de Sousa Aranha
Renato Egídio de Sousa Aranha (São Paulo, 12 de agosto de 1895 - São Paulo, 23 de junho de 1969) foi um engenheiro, integralista e deputado estadual de São Paulo.
A família Sousa Aranha, de cafeicultores, era tradicional no estado, e a ela pertenceu Joaquim Egídio de Sousa Aranha, marquês de Três Rios, deputado provincial em várias legislaturas durante o Império.

## Biografia
Nasceu na cidade de São Paulo em 12 de agosto de 1895, filho de Olavo Egídio de Sousa Aranha e de Vicentina de Sousa Queirós de Sousa Aranha.
Renato Egídio estudou no Colégio Nascimento e no Hyde Craft College, na Inglaterra. Cursou depois o Ginásio São Bento, ingressando em seguida na Universidade de Cambridge, onde obteve o doutorado em engenharia e em química.
Aderiu ao Integralismo e durante a década de 1930 pertenceu à Ação Integralista Brasileira (AIB), movimento nacionalista de princípios doutrinários inspirados na Doutrina Social da Igreja Católica. Seu irmão Alfredo Egídio de Sousa Aranha era proprietário do jornal A Razão, onde Plínio Salgado, líder do Integralismo, trabalhou como redator.
Em junho de 1937, tornou-se membro da Câmara dos quatrocentos, órgão integralista representativo das províncias brasileiras que prestava assessoria ao comando nacional da AIB.
Nas eleições de 1947, elegeu-se suplente de deputado à Assembleia Legislativa de São Paulo na legenda do Partido de Representação Popular (PRP), sucessora da AIB. Exerceu o mandato de deputado estadual de 1947 a 1949.
Ensaísta, fundou e dirigiu o matutino A Época, que tratava principalmente de temas de natureza econômica e social. Faleceu em São Paulo no dia 23 de junho de 1969.
Era casado com Dirce Egídio de Sousa Aranha, com quem teve seis filhos.
Seu sobrinho Olavo Setúbal, filho de sua irmã Francisca Egídio e de seu cunhado Paulo Setúbal, foi prefeito de São Paulo de 1975 a 1979.